# Bataille de l'île d'Ocracoke
Pour les articles homonymes, voir Ocracoke.
Âge d'or de la piraterie
Batailles
- Mata Asnillos (1671)
- Cape Fear (1718)
- Île d'Ocracoke (1718)
- Anjouan (1720)
- Saint-Denis (1721)

La bataille de l'île d'Ocracoke a lieu le 22 novembre 1718 pendant l'Âge d'or de la piraterie. Elle se déroule sur l'île d'Ocracoke, située au large des côtes de la Caroline du Nord, et oppose la Royal Navy aux pirates de Barbe Noire, qui y trouve la mort.

## Barbe Noire

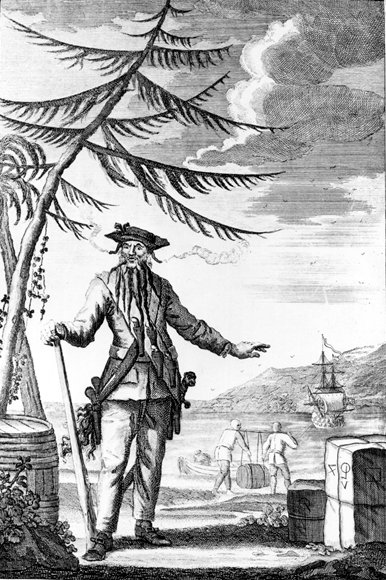
Barbe Noire

Né vraisemblablement vers l'année 1680, Edward Teach est l'un des plus fameux pirates de l'histoire. Pourtant, sa carrière dans cette profession est relativement brève, puisqu'elle ne commence qu'en 1716. Il participa auparavant comme corsaire à la guerre de Succession d'Espagne (1701-1713). S'estimant semble-t-il insuffisamment récompensé de ses services, il considéra qu'il lui serait plus profitable d'accomplir pour son compte exclusif, ce qu'il accomplissait jusqu'alors pour le royaume de Grande-Bretagne. Il ne tarde pas à se tailler une réputation tant au sein de sa confrérie qu'auprès des populations des Antilles et des côtes d'Amérique du Nord. Il est vrai que même dans le monde coloré de la piraterie, il ne passe guère inaperçu : polygame (on lui connaît 14 épouses mais il est probable que seule la dernière ait bénéficié d'un mariage vraiment régulier), son aspect est impressionnant avec sa barbe incrustée, dit-on, de mèches allumées et qui lui valut son surnom, sans parler de la batterie de coutelas et de pistolets dont il hérisse sa ceinture. Quant à sa violence et sa sauvagerie, elles sont à ce point redoutées que la seule vue de son pavillon noir personnel provoquait la reddition immédiate et sans combat des navires marchands ayant eu la mauvaise fortune de croiser la route de son navire, le Queen Anne's Revenge.

Le pavillon de Barbe Noire.
Squelette tenant une lance
qui transperce des cœurs.

Exaspérés par ses exploits, les négociants américains demandent à Charles Eden, gouverneur de la Caroline du Nord, de les débarrasser de ce fléau. Le pirate ayant corrompu le gouverneur, ce dernier ne manifeste pas un grand enthousiasme à l'idée de se priver d'une fructueuse source de revenus et ne fait donc rien. Désespérés, les négociants se tournent vers Alexander Spotswood, gouverneur de la Virginie voisine. Quoique ce dernier n'ait aucune autorité pour traiter un problème de piraterie qui ressort de la compétence d'une autre colonie, il décide de réagir, ayant eu vent de bruits selon lesquels Barbe Noire envisagerait de fortifier son repaire de l'îlot d'Ocracoke et d'en faire une base de pirates,, à l'instar de l'île de la Tortue ou de Madagascar. Il confie donc au lieutenant Robert Maynard, officier à bord du HMS Pearl (en), la mission de s'emparer, mort ou vif, du forban.

## La bataille
Le HMS Pearl (en) est un bâtiment dont le tirant d'eau est trop important pour s'aventurer sans danger dans les parages où mouille le pirate. Aussi deux sloops civils sont-ils loués et intégrés temporairement dans la Royal Navy : le Ranger, dont Maynard prend le commandement et qui est manœuvré par 30 marins du HMS Pearl, et le Jane, confié au midshipman Hyde, un officier du HMS Lyme et qui embarque 25 hommes de ce navire. Ces bâtiments ne disposent d'aucune artillerie ; Maynard fait donc installer sur chacun d'entre eux deux canons de petit calibre à pivot, destiné non pas à couler le navire adverse mais à tirer sur le pont et l'équipage.
Le 17 novembre 1718, les deux sloops cinglent vers Ocracoke, détournant en chemin tous les navires rencontrés se dirigeant vers le sud pour éviter d'alerter le pirate. Vaine tentative car Eden, dûment informé de l'expédition a chargé son secrétaire, Tobias Knight, lui aussi grassement rémunéré par Barbe Noire, d'avertir ce dernier de la menace. Cependant, le pirate a déjà reçu par le passé de tels avis. Or comme ils se sont en définitive révélés tous inexacts, il ne tient pas compte des informations reçues et il a donc la très mauvaise surprise de découvrir les deux bateaux de guerre dans ses « eaux territoriales » le 21 au soir.

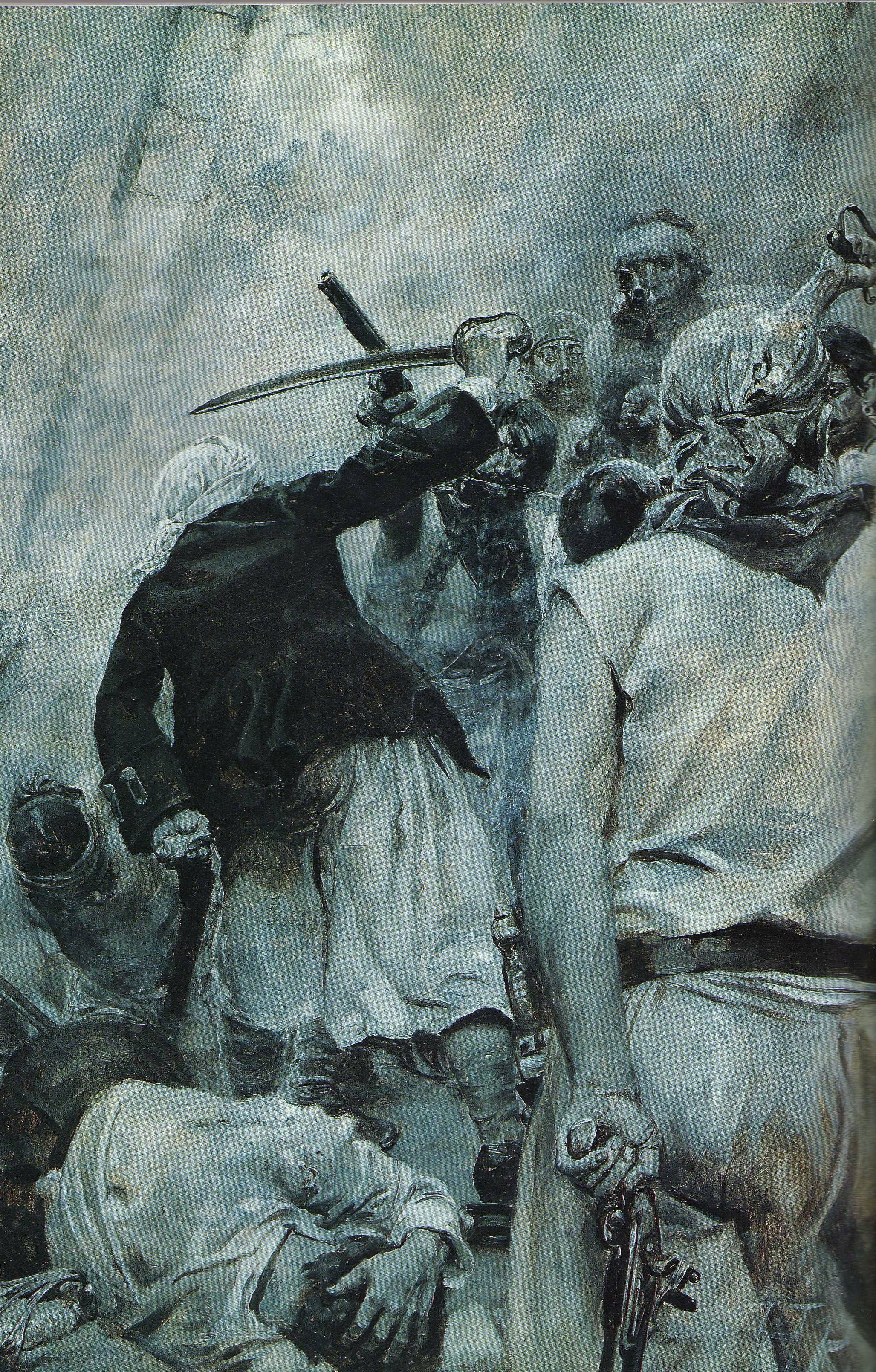
Le dernier combat de Barbe Noire (Howard Pyle).

Maynard constatant que le navire des pirates (le sloop l’Adventure armé de 9 canons dont un sur pivot, le Queen Anne's Revenge ayant fait naufrage au large de Beaufort, en Caroline du Nord au mois de mai) mouille dans des eaux très peu profondes décide d'attendre le jour pour attaquer, afin de se prémunir contre tout risque d'échouage surtout qu'au contraire de son adversaire, il n'est pas du tout familier des lieux. Barbe Noire, parfaitement conscient de son avantage, estime quant à lui inutile de fuir, persuadé d'être en mesure de s'échapper facilement le jour levé, et passe la nuit à se saouler ainsi que son équipage.
Au petit matin du 22 novembre, Maynard, dont le bâtiment est dépourvu de canons lui permettant de livrer un combat d'artillerie et qui n'a d'autre choix que de tenter l'abordage, envoie une chaloupe vers le navire de Barbe Noire. Celui-ci réplique par une bordée qui tue plusieurs marins, puis coupe les câbles de son vaisseau et entame sa retraite par les hauts-fonds poursuivi par les 2 sloops. Au début, tout se déroule comme l'espérait le pirate : ralentis par les bancs de sable, les navires britanniques perdent du terrain et plusieurs coups de canons bien ajustés mettent le Jane, dont le commandant Hyde est tué, hors de combat. Voyant cela, Maynard fait jeter par-dessus bord tout ce qui alourdit le Ranger et n'est pas strictement nécessaire à la bataille et parvient ainsi à gagner la mer libre.
Barbe Noire a de l'avance, mais l'entraînement et la discipline de son équipage ne peuvent rivaliser avec ceux de l'équipage du sloop adverse : il perd un temps précieux pour déployer ses voiles et le navire de Maynard gagne dangereusement sur lui. Considérant néanmoins que la victoire est à sa portée, il ordonne l'abordage, surtout qu'une nouvelle bordée de son artillerie semble avoir ravagé le pont du Ranger, sur lequel on ne voit plus que quelques corps allongés ; c'est une ruse de Maynard qui a ordonné à ses hommes de se dissimuler sous le pont pour tromper le pirate. Dès que Barbe Noire et ses hommes se lancent à l'abordage, ses hommes ouvrent le feu, abattant de nombreux pirates. Il s'ensuit une bataille dantesque où personne ne demande quartier et personne n'en donne. Rapidement, Barbe Noire, qui mène ses hommes à la bataille, se retrouve face à Maynard et le combat s'engage entre les deux champions.

Le duel commence par un échange de coups de pistolets. Maynard est indemne, mais Barbe Noire, légèrement blessé, se rue alors sur son adversaire et brise son épée d'un formidable coup de coutelas. Désarmé, Maynard est à la merci de Barbe Noire lorsque opportunément, un des marins britanniques vient au secours de son chef et assène un coup de sabre au cou du pirate, qui demeure pourtant inébranlable. D'autres marins accourent et viennent enfin à bout de cette véritable force de la nature qui reçoit 5 coups de pistolets et 20 coups de sabres avant de succomber. 

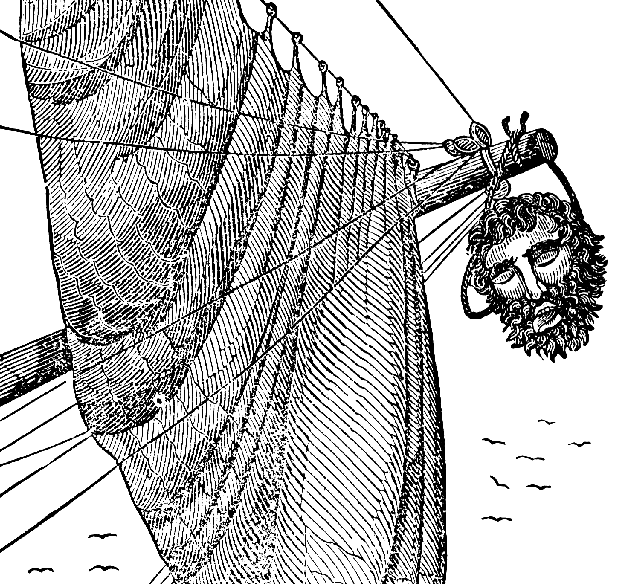
La décapitation de Barbe Noire.

 La victoire est donc britannique et la tête tranchée de Barbe Noire va orner les mâts du Ranger.

## Bilan
La mission de Maynard est un succès complet, mais elle a été payée au prix fort : 10 marins britanniques tués et 20 blessés alors que leurs ennemis comptent 9 tués dans leurs rangs et un grand nombre de blessés. Les hommes de Maynard éprouvent tout de même une grosse déception : il ne trouvent pas le trésor de Barbe Noire, qui reste d'ailleurs toujours à découvrir. Interrogé à son sujet la veille de sa mort, Barbe Noire aurait répondu « seul le diable et moi connaissons sa cachette et le diable aura tout », mais certains en contestent l'existence, tel l'archéologue Jean-Pierre Moreau qui souligne qu'au long de sa carrière, le pirate n'a capturé aucune cargaison de grande valeur. Quant aux pirates capturés, ils sont jugés à Williamsburg et, à l'exception de deux d'entre eux, sont condamnés à mort et pendus.

## Sources
- Joël K. Bourne, « Barbe-Noire est vivant », article dans le National Geographic France, août 2006.
- (en) David Cordingly (consulting editor), Pirates : Terror on the High Seas, from the Caribbean to the South China Sea, North Dighton, MA, JG Press, 1998, 256 p. (ISBN 978-1-57215-264-9, OCLC 40900812).
- (en) Peter Earle, The pirate wars, Londres, Methuen, 2004, 304 p. (ISBN 978-0-413-75900-9, OCLC 57681981).
- Philip Gosse (trad. P. Teillac), Histoire de la piraterie, Payot, coll. « Bibliothèque historique », 1952, 383 p. (OCLC 265559968).
- (en) Angus Konstam (ill. Tony Bryan), The pirate ship 1660-1730, Oxford, Osprey Pub, coll. « New vanguard » (no 70), 2003, 48 p. (ISBN 978-1-84176-497-9, OCLC 317522230).
- (en) Angus Konstam, Blackbeard : America's most notorious pirate, Hoboken, New Jersey, John Wiley & Sons, Inc, 2006, 322 p. (ISBN 978-0-471-75885-3 et 978-0-470-12821-3, OCLC 62738529).
- (en) Jean-Pierre Moreau, Pirates : flibuste et piraterie dans la Caraïbe et les mers du Sud, 1522-1725, Paris, Tallandier, 2006, 478 p. (ISBN 978-2-84734-229-1, OCLC 470708733).
- (en) C. Rowlings, « The Battle of the Ocracoke inlet… or Blackbeard's last stand », article dans Wargame Illustrated no 97, octobre 1995.
- (en) Article « Edward Teach », Encyclopedia Britannica.